# Lekkoatletyka na Letnich Igrzyskach Olimpijskich 2012 – skok o tyczce kobiet
Skok o tyczce kobiet – jedna z konkurencji lekkoatletycznych rozgrywanych podczas igrzysk olimpijskich w Londynie. 
Obrończynią tytułu mistrzowskiego z 2008 roku była Rosjanka Jelena Isinbajewa, która w Londynie zdobyła brązowy medal. Ustalone przez IAAF (Międzynarodowe Stowarzyszenie Federacji Lekkoatletycznych) minima kwalifikacyjne do igrzysk wynosiły 4,50 (minimum A) oraz 4,40 (minimum B).

## Terminarz
Czas w Londynie (UTC+01:00)
| Data                                                  | Godzina     | Zawody             |
| ----------------------------------------------------- | ----------- | ------------------ |
| Sobota, 4 sierpnia 2012 Poniedziałek, 6 sierpnia 2012 | 10:20 19:00 | Kwalifikacje Finał |

## Rekordy
| Rekord świata             | Jelena Isinbajewa | 5,06 | Zurych    | 28 sierpnia 2009 |
| Rekord olimpijski         | Jelena Isinbajewa | 5,05 | Pekin     | 18 sierpnia 2008 |
| Liderka tabel sezonu 2012 | Jennifer Suhr     | 4,83 | Champaign | 7 lipca 2012     |

## Rezultaty

### Eliminacje
Zawodniczki rywalizowały w dwóch grupach: A i B. Bezpośredni awans do finału dawał wynik 4,60.
| Poz. | Grupa | Zawodniczka            | Reprezentacja     | 4,10 | 4,25 | 4,40 | 4,50 | 4,55 | Rezultat | Uwagi |
| ---- | ----- | ---------------------- | ----------------- | ---- | ---- | ---- | ---- | ---- | -------- | ----- |
| 1    | B     | Jelena Isinbajewa      | Rosja             | –    | –    | –    | o    | o    | 4,55     | q     |
| 1    | A     | Yarisley Silva         | Kuba              | –    | –    | –    | o    | o    | 4,55     | q     |
| 1    | A     | Jennifer Suhr          | Stany Zjednoczone | –    | –    | –    | –    | o    | 4,55     | q     |
| 4    | A     | Lisa Ryzih             | Niemcy            | –    | –    | o    | xo   | o    | 4,55     | q     |
| 5    | B     | Anna Rogowska          | Polska            | –    | –    | xo   | xo   | o    | 4,55     | q     |
| 6    | B     | Silke Spiegelburg      | Niemcy            | –    | –    | –    | o    | xo   | 4,55     | q     |
| 7    | A     | Holly Bleasdale        | Wielka Brytania   | –    | –    | xo   | o    | xo   | 4,55     | q     |
| 7    | A     | Vanessa Boslak         | Francja           | –    | o    | xo   | o    | xo   | 4,55     | q     |
| 7    | A     | Martina Strutz         | Niemcy            | –    | o    | o    | xo   | xo   | 4,55     | q     |
| 10   | B     | Becky Holliday         | Stany Zjednoczone | –    | xo   | xxo  | o    | xo   | 4,55     | q     |
| 11   | A     | Alana Boyd             | Australia         | –    | o    | xxo  | xxo  | xo   | 4,55     | q     |
| 12   | B     | Jiřina Ptáčníková      | Czechy            | –    | –    | xo   | xo   | xxo  | 4,55     | q     |
| 13   | B     | Stélla-Iró Ledáki      | Grecja            | xxo  | o    | xo   | o    | xxx  | 4,50     |       |
| 14   | B     | Fabiana Murer          | Brazylia          | –    | –    | –    | xo   | xxx  | 4,50     |       |
| 15   | B     | Lacy Janson            | Stany Zjednoczone | –    | o    | o    | xxx  |      | 4,40     |       |
| 15   | A     | Monika Pyrek           | Polska            | –    | o    | o    | xxx  |      | 4,40     |       |
| 17   | A     | Anastasija Szwiedowa   | Białoruś          | –    | xo   | o    | –    | xxx  | 4,40     |       |
| 18   | A     | Jillian Schwartz       | Izrael            | o    | xxo  | o    | xxx  |      | 4,40     |       |
| 19   | A     | Tomomi Abiko           | Japonia           | o    | o    | xxx  |      |      | 4,25     |       |
| 19   | A     | Angelica Bengtsson     | Szwecja           | –    | o    | xxx  |      |      | 4,25     |       |
| 19   | B     | Mélanie Blouin         | Kanada            | o    | o    | xxx  |      |      | 4,25     |       |
| 19   | B     | Nikoléta Kiriakopoúlou | Grecja            | –    | o    | xxx  |      |      | 4,25     |       |
| 19   | A     | Tina Šutej             | Słowenia          | o    | o    | xxx  |      |      | 4,25     |       |
| 24   | A     | Ekateríni Stefanídi    | Grecja            | xo   | o    | xxx  |      |      | 4,25     |       |
| 25   | B     | Nicole Büchler         | Szwajcaria        | xxo  | o    | xxx  |      |      | 4,25     |       |
| 26   | B     | Kate Dennison          | Wielka Brytania   | –    | xo   | xxx  |      |      | 4,25     |       |
| 26   | B     | Natalija Kuszcz        | Ukraina           | –    | xo   | xxx  |      |      | 4,25     |       |
| 26   | A     | Minna Nikkanen         | Finlandia         | o    | xo   | xxx  |      |      | 4,25     |       |
| 26   | A     | Anastasija Sawczenko   | Rosja             | –    | xo   | xxx  |      |      | 4,25     |       |
| 30   | A     | Li Ling                | Chiny             | –    | xxo  | xxx  |      |      | 4,25     |       |
| 31   | A     | Choi Yun-hee           | Korea Południowa  | xo   | xxx  |      |      |      | 4,10     |       |
| 31   | A     | Maria Eleonor Tavares  | Portugalia        | xo   | xxx  |      |      |      | 4,10     |       |
| 33   | B     | Marion Lotout          | Francja           | xxo  | xxx  |      |      |      | 4,10     |       |
| 33   | A     | Hanna Szełech          | Ukraina           | xxo  | –    | xxx  |      |      | 4,10     |       |
| —    | B     | Daylis Caballero       | Kuba              | xxx  |      |      |      |      | NM       |       |
| —    | B     | Swietłana Fieofanowa   | Rosja             | –    | –    | xx–  | x    |      | NM       |       |
| —    | B     | Caroline Bonde Holm    | Dania             | xxx  |      |      |      |      | NM       |       |
| —    | B     | Elizabeth Parnov       | Australia         | xxx  |      |      |      |      | NM       |       |
| —    | B     | Victoria Pena          | Irlandia          | xxx  |      |      |      |      | NM       |       |

### Finał

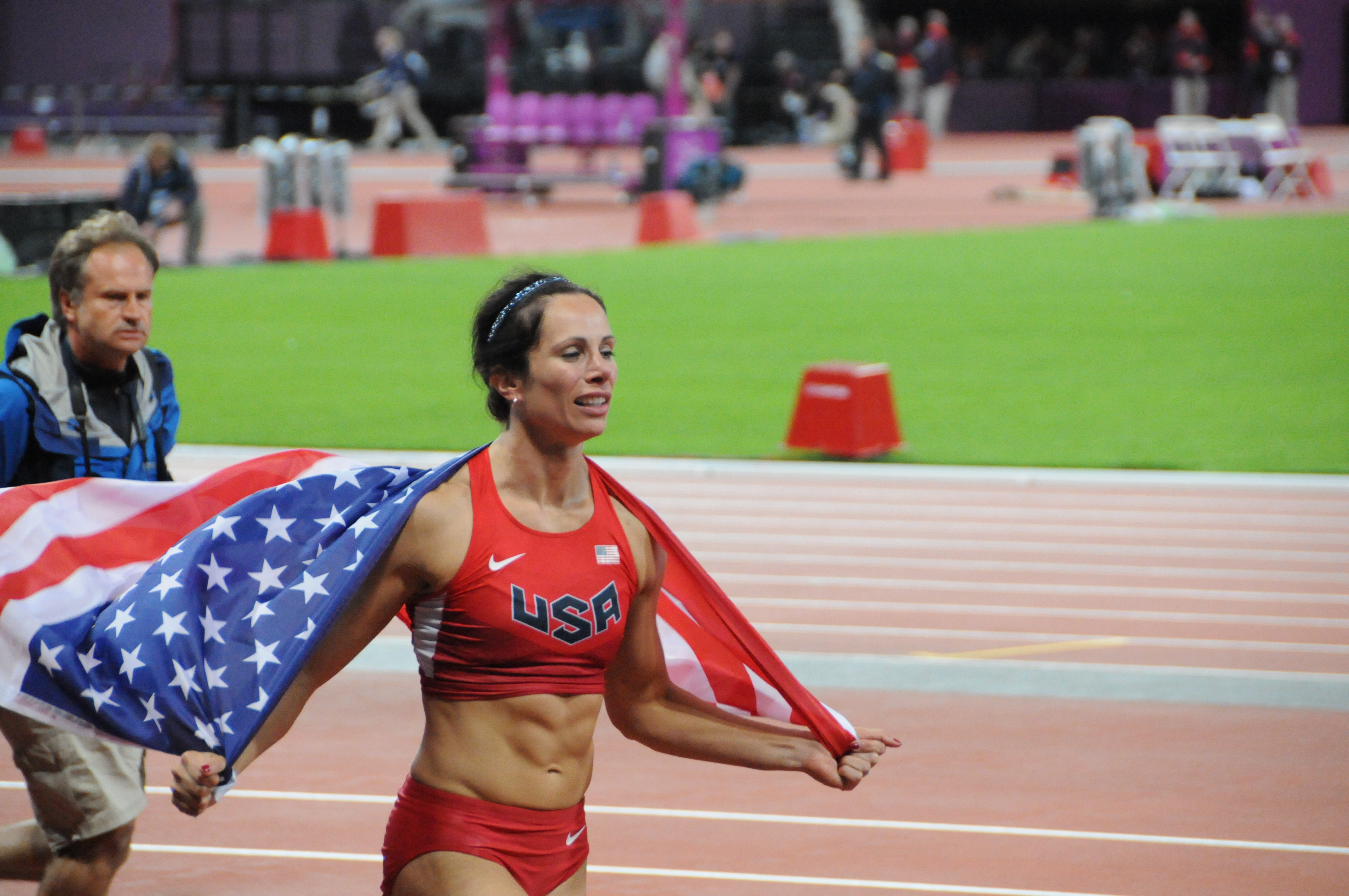
Złota medalistka Jennifer Suhr po zdobyciu złotego medalu

| Poz. | Zawodniczka       | Reprezentacja     | 4,30 | 4,45 | 4,55 | 4,65 | 4,70 | 4,75 | 4,80 | Rezultat | Uwagi |
| ---- | ----------------- | ----------------- | ---- | ---- | ---- | ---- | ---- | ---- | ---- | -------- | ----- |
|      | Jennifer Suhr     | Stany Zjednoczone | –    | –    | o    | –    | o    | xo   | xxx  | 4,75     |       |
|      | Yarisley Silva    | Kuba              | –    | xo   | o    | o    | o    | xo   | xxx  | 4,75     | =NR   |
|      | Jelena Isinbajewa | Rosja             | –    | –    | x–   | o    | o    | xx–  | x    | 4,70     |       |
| 4    | Silke Spiegelburg | Niemcy            | –    | –    | o    | o    | x–   | xx   |      | 4,65     |       |
| 5    | Martina Strutz    | Niemcy            | –    | xo   | o    | x–   | xx   |      |      | 4,55     |       |
| 6    | Jiřina Ptáčníková | Czechy            | o    | xxo  | xx–  | x    |      |      |      | 4,45     |       |
| 6    | Lisa Ryzih        | Niemcy            | –    | xxo  | xxx  |      |      |      |      | 4,45     |       |
| 6    | Holly Bleasdale   | Wielka Brytania   | –    | xxo  | xxx  |      |      |      |      | 4,45     |       |
| 9    | Becky Holliday    | Stany Zjednoczone | xo   | xxo  | xxx  |      |      |      |      | 4,45     |       |
| 10   | Vanessa Boslak    | Francja           | xo   | xxx  |      |      |      |      |      | 4,30     |       |
| 11   | Alana Boyd        | Australia         | xxo  | xxx  |      |      |      |      |      | 4,30     |       |
| —    | Anna Rogowska     | Polska            | –    | xxx  |      |      |      |      |      | NM       |       |